# 392225 Lanzarote
392225 Lanzarote è un asteroide della fascia principale. Scoperto nel 2009, presenta un'orbita caratterizzata da un semiasse maggiore pari a 2,2699484 au e da un'eccentricità di 0,1843006, inclinata di 4,01809° rispetto all'eclittica.